# Makemo (comuna asociada)
Makemo es una comuna asociada situada en la comuna francesa de Makemo, en la subdivisión de las Islas Tuamotu-Gambier, Polinesia Francesa. Según el censo de 2022, tiene una población de 816 habitantes.

## Composición
La comuna asociada de Makemo abarca los atolones de Haraiki, Makemo y Marutea Norte:
| Comuna asociada de Makemo |                  |                  |                    |
| Atolones                  | Población (2012) | Superficie (km²) | Densidad (hab/km²) |
| Haraiki                   | 20               | 3.5              | 6                  |
| Makemo                    | 832              | 51.2             | 16                 |
| Marutea Norte             | 0                | 2.7              | 0                  |

## Demografía
| Gráfica de evolución demográfica de Makemo entre 1977 y 2022 |
|                                                              |

Fuente: INSEE